# Патагон (танк)
VC SK-105s «Патаго́н» (исп. VC SK-105s Patagón) — аргентинский лёгкий танк 2000-х годов. Состоит из шасси австрийской разработки от танка SK-105 и установленной на нём французской качающейся башни FL-12 от танка AMX-13, снятого с вооружения аргентинской армии. Опытный образец был представлен в ноябре 2005 года. Производится серийно с 2007 года, общий выпуск составил около 40 машин.

## Операторы
- Аргентина — 40 машин, по состоянию на 2010 год[3]